# Gert Meißner
Gert Meißner (* 24. Mai 1949 in Kahla) ist ein deutscher Ingenieur und Politiker (FDP). 1990 gehörte er der letzten Volkskammer der DDR an.

## Leben und Beruf
Meißner besuchte die Grund- und Oberschule in Stadtroda. 1965 wechselte er auf die Arbeiter- und Bauernfakultät II in Halle, nach zwei Jahren legte er dort sein Abitur ab. Daraufhin studierte er Maschinenbau am Institut für chemischen Maschinenbau in Moskau, er schloss als Diplom-Ingenieur für Automatisierungstechnik ab. Nach Abschluss des Studiums war er an der Friedrich-Schiller-Universität in Jena als wissenschaftlicher Assistent in der Sektion Technologie tätig. 1984 promovierte er zum Dr. ing.
Nach der Wiedervereinigung wurde Meißner Referent im Thüringer Wissenschaftsministerium (heute Thüringer Ministerium für Bildung, Wissenschaft und Kultur), dort blieb er bis zum Eintritt in die Altersteilzeit. Im Mai 2014 ging er in den Ruhestand.
Meißner wohnt in Tröbnitz.

## Politik
Der bis dahin parteilose Meißner trat Anfang 1990 in die FDP ein. Kurz darauf wurde er als Spitzenkandidat des BFD im Wahlkreis Gera für die Volkskammerwahl 1990 nominiert. Bei der konstituierenden Sitzung der Volkskammer kandidierte er für einen Posten als Vizepräsident des Parlaments, unterlag in der Abstimmung jedoch seinem Fraktionsfreund Jürgen Schmieder. Der Volkskammer gehörte er bis zu deren Auflösung zum 2. Oktober 1990 an.
Nach der Wiedervereinigung engagierte sich Meißner weiterhin in der FDP. So gehörte er dem Landesvorstand der FDP in Thüringen an, war Kreisvorsitzender der Partei im Saale-Holzland-Kreis und kandidierte dort auch für den Kreistag. 2012 wurde er sachkundiger Bürger im Ausschuss für Bildung, Kultur und Sport der FDP-Fraktion im Kreistag des Saale-Holzland-Kreises.